# Charlotte Schimmelmann
Magdalene Charlotte Hedevig lensgrevinde Schimmelmann, født Schubart (10. august 1757 på Fossum eller Borrestad i Norge – 2. december 1816) var en dansk adelsdame. Hun var datter af oberstløjtnant Carl Rudolf Schubart og Inger født Løvenskiold og blev grevinde efter sit ægteskab.

## Biografi
Kun to år gammel mistede Charlotte faren, men fik trods morens små kår en fortræffelig opdragelse, især under tilsyn af sin gudmoder, den udmærkede gehejmerådinde M.C.H. Løvenskiold, født Numsen, på Løvenborg. Her oplevede hun for første gang det elegante liv og fulgte årets gang på et stort gods. Fru Løvenskiold var belæst, dannet og velinformeret, hvorimod hendes mand Severin Løvenskiold var en bondsk storgodsejer.
Familien Løvenskiold var norsk og havde tjent formuer på tømmerhandel, som den bl.a. investerede i et af palæerne på Amalienborg. Familien Løvenskiold opfattede Charlottes mors ægteskab med den forarmede Schubart som en kolossal og tragisk mesalliance. Den tog sig af børnene, gav dem en uddannelse, men overvejede åbenbart aldrig at tilbyde døtrene en egentlig medgift.
Søsteren Sybille blev af ren inklination gift med Johan Ludvig Reventlow til Brahetrolleborg. Sybille var familiens skønhed, mens Charlotte var dens skønånd. Charlotte opfattedes som den kloge af søstrene, og det virker som om hun levede som en slags skyggetante i sin søsters nye familie. En lidt skarp, mager kvinde.
Hun ægtede 25. maj 1782 grev Ernst Heinrich Schimmelmann. Hans far skatmesteren var blevet forfærdet ved tanken om, at hans sværmeriske søn ønskede at gifte sig med dette sære kvindemenneske, som han i øvrigt slet ikke kendte. Men han døde, Ernst ægtede Charlotte og blev minister efter kronprinsens statskup.
Opfyldt af en ualmindelig kundskabstrang, udrustet af naturen med fremragende evner og udprægede interesser i æstetisk, filosofisk og politisk retning udfyldte grevinden sin plads på glimrende måde. I begyndelsen fungerede hun ved Schimmelmanns side, men som årene gik, tog hun mere og mere over.
Palæet i Bredgade, nu Odd Fellow Palæet, og landstedet Seelust, nu Sølyst, ved Klampenborg, dannede rammerne om et internationalt liv i den overdådigt rige overklasse. Charlotte blev salonværtinde og samlede eliten inden for politik, økonomi, diplomati og kunst på en i Danmark hidtil uset måde.
Danmark havde ingen kulturminister, så Ernst Schimmelmann havde påtaget sig at hjælpe og lede danske kunstnere overalt i verden. Charlotte kappedes med ham om at støtte lovende begavelser. Med sin "Trang til at protegere" havde hun altid tanken henvendt på at "gjøre Erobringer for sit Fædreland i Aandens Verden".
Således understøttede familien Schimmelmann via statsmidler den tyske digter Friedrich Schiller i flere år. Understøttelsen førte til et varmt venskab med Schiller, som efter hans død overførtes til hans enke.
Charlotte var i høj grad følsom og modtagelig, og som Schiller sagde om hende liberal i sin sentimentalitet, fordomsfri og vidtskuende i religiøs og politisk henseende, utrættelig i sin higen efter det gode og nyttige.
Hendes navn er knyttet til Jens Baggesen, Adam Oehlenschläger, Heinrich Steffens, Schiller og Niebuhr, og hun underholdt dem med en mangeårig brevveksling, der vidner om hendes rige, varme hjerte og den forbavsende mangfoldighed af interesser, der beskæftigede hendes tanker.
Charlotte og Ernst Schimmelmann, Lotte og Ernst, fungerede som et ubrydeligt makkerpar. De nød hinandens fuldkomne fortrolighed. Charlotte blev af sin mand indviet i statssager af enhver art og udnyttede sin enestående position til at udøve indflydelse i regeringsanliggender.
Fra en udelt beundring for den franske revolution nåede hun med årene over en bestyrtet undren til en helhjertet afvisning.
Hun forstod at vinde de fremmede gesandters tillid og at aflokke dem hemmeligheder. At de stolede på hende, ses af deres indberetninger. Hertug Frederik Christian II af Augustenborg og hans hustru Louise Augusta, kongens søster, var hendes fortrolige, og under den splittelse, der herskede i Statsrådet i de skæbnesvangre dage omkring Slaget på Reden, gennemførte hun en forsoning mellem Schimmelmann og Christian Bernstorff, "saa at Fornuftens Stemme atter kunde gøre sig gjældende, inden det var for sent".
Ihærdigt, men forgæves arbejdede hun med sit glødende had til Napoleon og Frankrig på en udsoning med England efter 1807 og en tilslutning til Preussen, men hun opnåede kun at fjerne sin ægtefælle mere og mere fra Frederik 6..
Jens Baggesen kaldte hende for "kamæleonen", fordi hun hele tiden skiftede sind og holdninger. Hun formåede at opretholde venskabet med hertugen af Augustenborg samtidig med, at hun modtog hans fjende, romantikeren Steffens. Hun forsøgte gentagne gange at gribe ind i andre menneskers liv. Også som en Kirsten Giftekniv: hun forsøgte at afsætte sin unge søsterdatter til en fremmed lykkejæger.
I hendes senere leveår hjemsøgtes hun af svagelighed. Nu sås de mindre behagelige sider af hendes karakter tydeligere: påståelighed, pirrelighed og omskiftelighed, som Jacob Peter Mynster og Heinrich Steffens omtaler. Hun brød sig hverken om udvikling eller politik. Hendes mand havde en stor del af skylden for statsbankerotten, og familiens sorgløse liv sluttede i 1813. Dens formue var tjent på sukker, slaver og våben, så indtægterne sank brat. Ernst Schimmelmann var ikke længere minister, Danmark havde tabt krigen, Norge blev en del af det svenske rige, og det glansfulde salonliv sluttede. Fra nu af var det Bakkehuset og Kamma Rahbeks borgerlige tevandssalon, som blev norm og ideal.
Charlottes helbred blev gradvist nedbrudt. Hun døde 2. december 1816. Schack von Staffeldt skrev et følt digt til minde om "de danske Skjaldes Moder". Hun, som engang havde åbnet sit hus for tusindvis af mennesker, blev fulgt af en håndfuld til Sankt Petris tyske kirke, hvor hendes kiste står ved siden af Ernst og hans første hustru Emilie Rantzau. Der er ingen kristne symboler på kisten.
Hun skrev til Louise Stolberg om Marezolls prædikener, og hun sendte Frederik den 6.'s dronning Marie Sophie Frederikke et eksemplar.
Charlotte og Ernst fik ingen børn sammen, men adopterede to døtre, der blev opdraget som medlemmer af familien.
En del af hendes korrespondance er bevaret, men størstedelen gik vist tabt, da Odd Fellow Ordenen overtog det schimmelmannske palæ og ryddede loftet.